# تاکایاما توموترو
تاکایاما توموترو ((به ژاپنی: 高山友照 Takayama Tomoteru); ۱ ژانویهٔ ۱۵۳۱ – ۱ ژانویهٔ ۱۵۹۶) سامورایی مسیحی و پدر تاکایاما اوکون اهل ژاپن بود. وی در خدمت ماتسوناگا هیساهیده بود. 